# القزعة (المفتاح)

تعديل مصدري - تعديل

القزعة هي إحدى قرى عزلة الجبر الشرقي بمديرية المفتاح التابعة لمحافظة حجة، بلغ تعداد سكانها 1111 نسمة حسب تعداد اليمن لعام 2004.